# Karl Ross (Politiker)

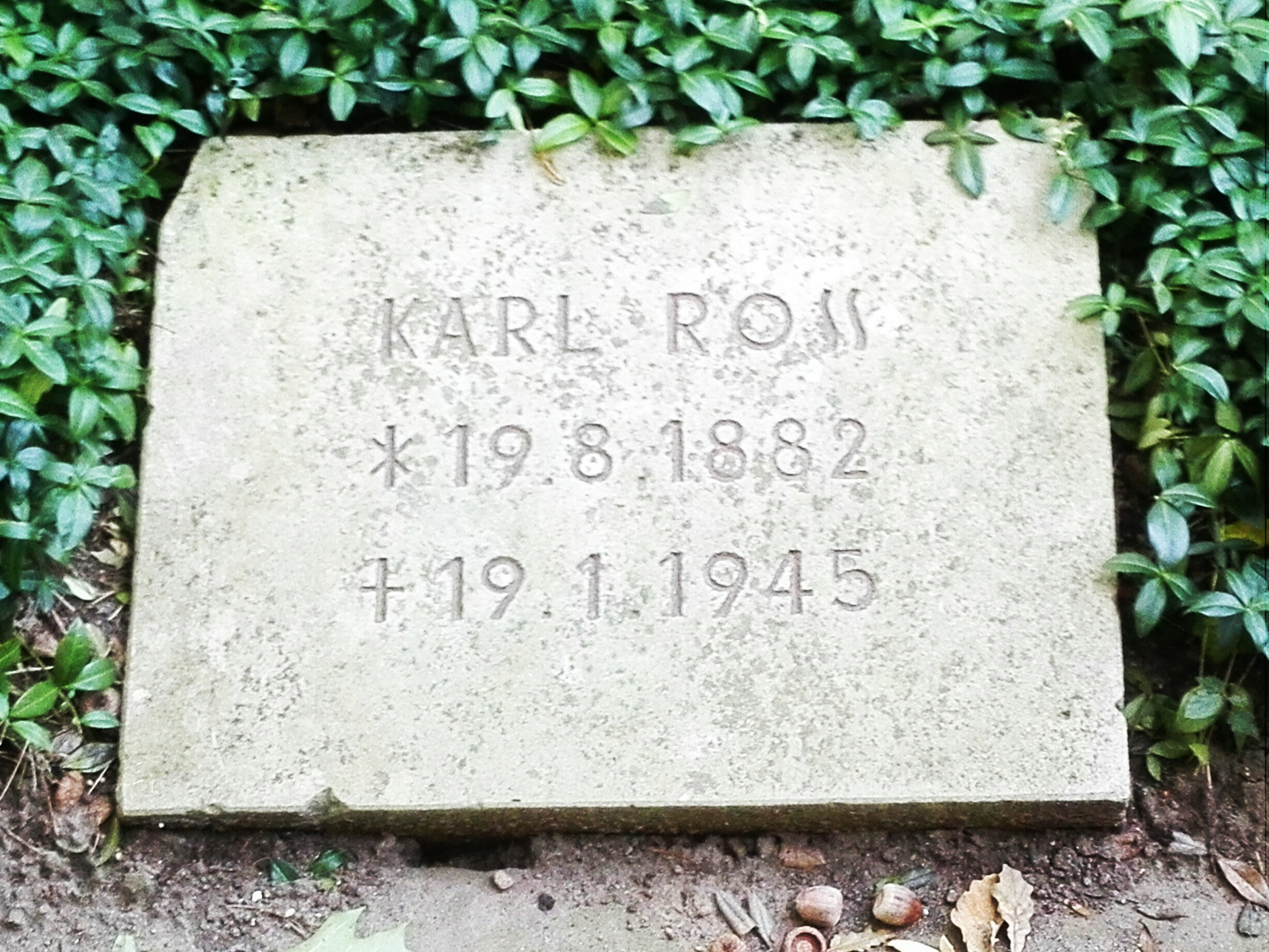
Grabstein

Karl Ross (* 17. August 1882 in Neubukow; † 13. Januar 1945 im KZ Neuengamme) war ein deutscher Politiker der KPD.

## Leben
Der gelernte Schlosser Ross wurde in Lübeck Mitglied der SPD und 1917 der USPD. Er war Delegierter zum 2. Reichsrätekongress 1919 in Berlin. 1920 wandte er sich der Kommunistischen Partei Deutschlands zu und war von 1921 bis 1929 für drei Legislaturperioden Abgeordneter der KPD in der Lübecker Bürgerschaft, einem der kleineren der deutschen Landesparlamente.

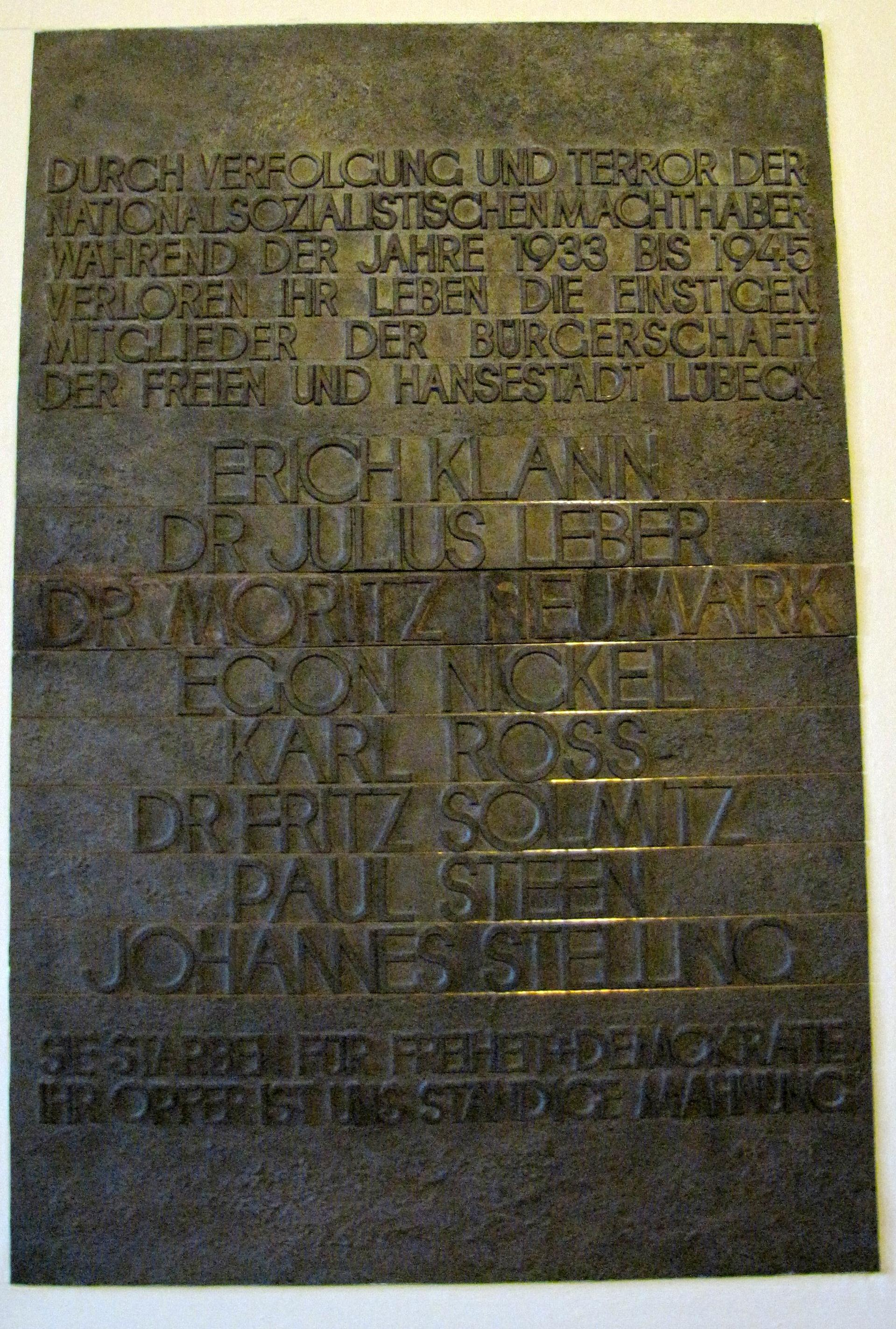
Gedenktafel

Als zur Bürgerschaftswahl am 10. Februar 1924 am 3. März 1924 die neugewählte Bürgerschaft ihr neues Präsidium wählte, erwählte man Johannes Hefti an Stelle von Erich Klann zum Zweiten Stellvertreter des Wortführers. Egon Nickel, Fraktionsführer der Kommunisten, bemängelte dies und sprach als Konsequenz für seine Partei der Bürgerschaft das Misstrauen aus.
Bei der Wahl am 14. November 1926 halbierte sich zwar die Anzahl der Sitze, die Partei wurde aber wieder die drittstärkste Fraktion. Auf der ersten Sitzung der neuen Bürgerschaft wurde Karl Roß am 6. Dezember 1926 als Zweiter Stellvertreter des Wortführers in das Präsidium gewählt.
Von 1907 bis 1914 sowie von 1918 ´bis zu dem Verbot des Vereins 1933 war Ross Vorsitzender des Arbeitersegelvereins Segler-Club Hansa von 1898.
Ross wohnte am Wasserweg 2 im Stadtteil St. Jürgen und wurde 1925 erstmals im Lübecker Adressbuch geführt. Der Wasserweg führte seit 1869 zur Wakenitz. Sein Betrieb wuchs und wurde als Werkstatt, Tankstelle und Bootsverleih ausgebaut. Hierfür erwarb er die angrenzenden Gebäude Nummer 4 und 4a sowie das später erbaute Haus der Nummer 6. Mit seiner Verhaftung durch die Nationalsozialisten hörte der Betrieb 1944, der zu jenem Zeitpunkt nur noch ein Bootsverleih war, auf zu existieren.
Nach dem Zweiten Weltkrieg lebte der Betrieb des 1945 im KZ Neuengamme an den Folgen der Haftbedingungen Verstorbenen wieder auf. Bereits im Adressbuch von 1951 ist der Weg in Karl-Ross-Weg umbenannt gewesen. Vor dem Haus Nummer 2 erinnert seit 2011 ein Stolperstein an sein Schicksal.
Der Grabstein von Karl Ross befindet sich auf dem Vorwerker Friedhof im Innenhof der Gedenkstätte der Opfer von Krieg und Gewaltherrschaft. Die am Lübecker Rathaus befindliche Gedenktafel für die Opfer des Nationalsozialismus der Bürgerschaft trägt auch seinen Namen.